# Qoros 5
La Qoros 5 è un'autovettura prodotta dalla casa automobilistica cinese Qoros dal 2016.

## Profilo e contesto
La Qoros 5 è il secondo modello di automobile del produttore cinese Qoros.
La vettura è un SUV a cinque porte, lanciato al Salone di Guangzhou nel novembre 2015. Le vendite sono iniziate in Cina all'inizio di marzo 2016.
Sulato tecnico l'auto è dotata di un motore a benzina turbo quattro cilindri da 1,6 litri condiviso con la Qoros 3 che produce 158 CV, che vengono scaricati a terra sull'asse anteriore mediante una trasmissione a 6 marce manuale oppure automatica.